# Isla Bhola
La Isla Bhola (en bengalí: ভোলা) también llamada Dakhin Shahbazpur, es la isla más grande de Bangladés con una superficie de 1.441 km². Está situada en la desembocadura del río Meghna.
La isla Bhola fue el último sitio del mundo con casos importantes de viruela mayor (el principal tipo de esa enfermedad) en noviembre de 1975.
En 1995, la mitad de la isla se convirtió permanentemente en un área inundada, dejando a aproximadamente 500.000 personas sin hogar. Los isleños de Bhola han sido descritos como unos de los primeros refugiados climáticos del mundo.